# Goodallia guianensis
Goodallia guianensis är en tibastväxtart som beskrevs av George Bentham. Goodallia guianensis ingår i släktet Goodallia och familjen tibastväxter. Inga underarter finns listade i Catalogue of Life.